# Брайън Шмит
 Брайън Пол Шмит (на английски: Brian Paul Schmidt) е американско-австралийски астрофизик. Носител на Нобелова награда за физика (2011 г.).

## Биография
Роден е на 24 февруари 1967 година в Мизула, Монтана в семейството на биолог. Завършва Аризонския университет през 1989 година, а през 1993 година защитава докторат в Харвардския университет. След това се установява в Австралия, където работи в Австралийския национален университет. Става известен с използването на наблюдения на свръхнови като средство за изследване в областта на космологията, а през 2011 година получава Нобелова награда за физика, заедно със Сол Пърлмутър и Адам Рийс, за демонстрираното от тях ускорение в разширяването на Вселената.